# Плоскотілка червона
Плоскотілка червона (Cucujus cinnaberinus) — вид комах з родини Cucujidae. Поширений у смузі листяних лісів Європи. Раритетний вид, занесений до Червоної книги України та ряду інших природоохоронних документів.

## Опис

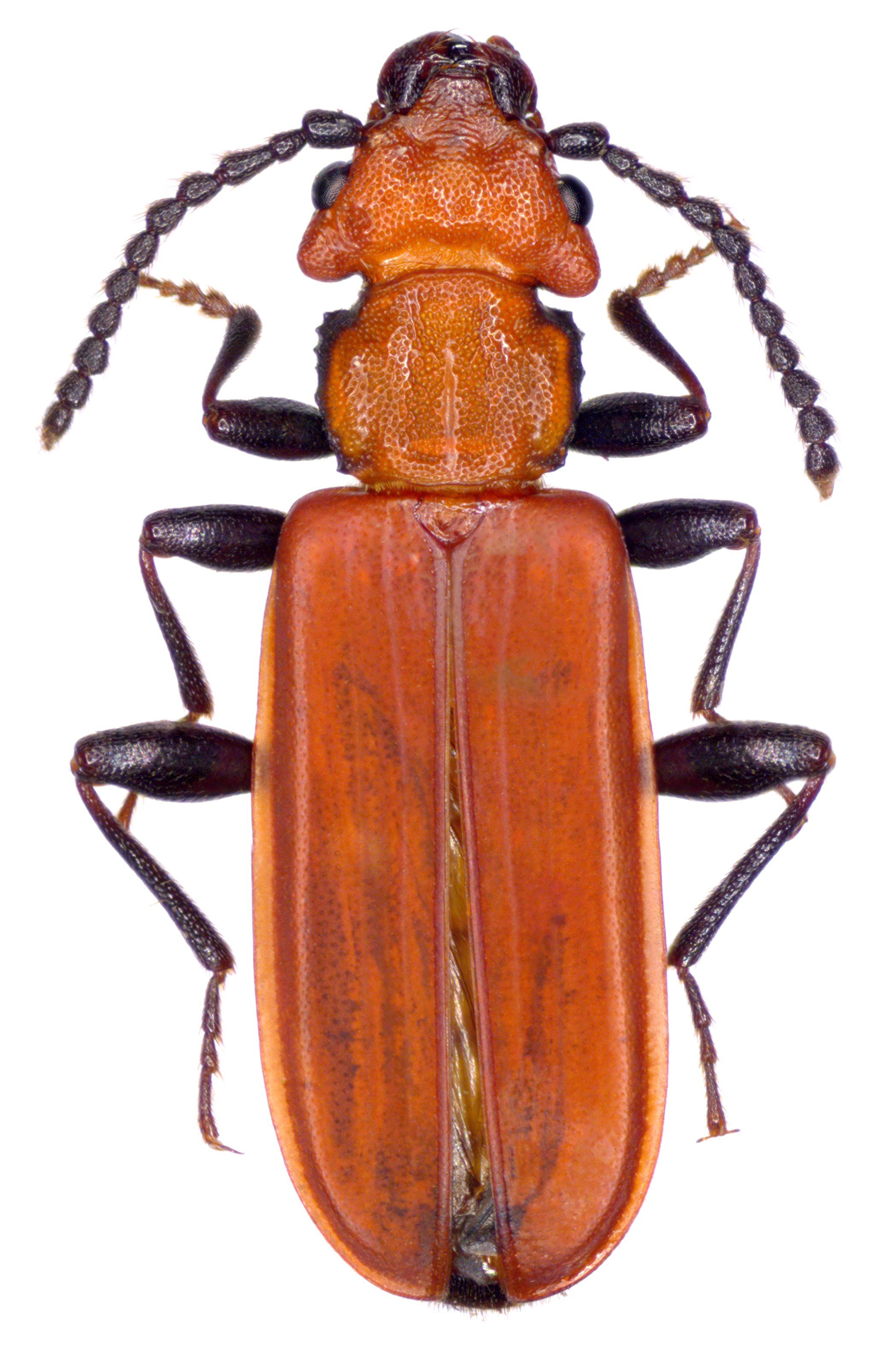
Імаго плоскотілки червоної (Донецька область, Україна)

Довжина тіла імаго — 11—15 мм. Тіло дуже сплющене, зверху червоне. Передньоспинка з різкими килями зверху, спереду має чорні кути (на відміну від Cucujus haematodes, що має круглу передньоспинку). Низ і ноги чорні.

## Особливості біології
Можливо, зимують дорослі жуки та личинки старшого віку під корою. Тяжіє до листяних, рідко — мішаних лісів. Мешкає під корою листяних дерев (дуб, клен, рідше шпилькові). Імаго та личинки — хижаки.

## Поширення
Європейський реліктовий вид. В Україні поширений у лісовій зоні та Правобережному Лісостепу.

## Охорона
Раритетний вид комах, занесений до Червоної книги України (охоронна категорія: вразливий вид), а також до Червоного списку МСОП (вразливий вид), Європейського Червоного списку (зникаючий вид), Бернської конвенції (Додаток ІІ: види, що потребують особливої охорони) та Резолюції 6 (види, що потребують спеціальних заходів збереження їхніх оселищ) цієї ж конвенції. Крім того, вид охороняється Директивою Європейського Союзу 92/43/ЄС «Про збереження природних оселищ та видів природної фауни і флори» (Додаток II. Види рослин і тварин, що становлять особливий інтерес для Європейського Союзу, збереження яких потребує створення територій особливої охорони. Додаток IV. Види рослин і тварин, що становлять особливий інтерес для Європейського Союзу, які потребують суворих заходів охорони).
До зниження чисельності може призводити скорочення насаджень старих листяних дерев.

## Практичне значення
Можливо, приносить користь, знищуючи шкідливих комах ксилофагів.